# Мелвин Даглас
Мелвин Едуард Хеселберг (енгл. Melvyn Edouard Hesselberg; 5. април 1901 — 4. август 1981) познатији као Мелвин Даглас (енгл. Melvyn Douglas), био је амерички глумац.
Даглас је постао познат 30-их година када је играо главне улоге у неколико филмова, међу којима је можда најпознатији романтична комедија „Ниночка“ где је играо уз Грету Гарбо. Даглас се касније окренуо озбиљнијим улогама као што су оне за које је награђен наградом Оскар, „Хад“ (1963) и „Добродошли господине Ченс“ (1979).

## Детињство и младост
Даглас је рођен у Мејкону, Џорџија, као син Лене Присиле (девојачко Шакелфорд) и Едуарда Грегорија Хеселберга, концертног пијанисте и композитора, иначе немачко-јеврејског имигранта из Риге, Летонија, тада делу Русије. Његова мајка, пореклом из Тенесија, је била протестанткиња и потомак енглеских пуританаца и сепаратиста који су једрењаком The Mayflower (глог) стигли из Плимута у Нови Свет 1620. године. Било је 102 путника Његов деда по мајци, Џорџ Шакелфорд, био је генерал и ветеран Грађанског рата.
Даглас у својој аутобиографији, „Видимо се у филмовима“ (1987), пише да није био свестан свог јеврејског порекла све до каснијег одрастања „Нисам знао за мој нехришћански део личности све до својих тинејџерских дана“. Била је то његова ујна, са очеве стране која му је рекла ту „истину“ када је имао 14 година. Он пише како јој се „дивио беспоговорно“, а заузврат она се према њему понашала као према свом сину. Иако је његов отац предавао музику на неколико колеџа у САД и Канади, Даглас није стекао диплому ни средње школе. Преузео је презиме баке по мајци и постао познат као Мелвин Даглас.

## Каријера
Даглас је развио своју каријеру у Шекспировом репертоару још као тинејџер. Основао је театар на отвореном у Чикагу. Имао је дугу позоришну, филмску и телевизијску каријеру као главни глумац, која се протеже од улоге на Бродвеју у представи „Сада или никада“ (заједно са својом будућом женом Хелен Гахаган) па све до неколико дана пред смрт. Даглас је играо заједно са Борисом Карлофом и Чарлсом Лотоном у злобном хорор класику из 1932. године „The Old Dark House“.
Био је херој у филму „The Vampire Bat“ (1932) и софистицирани јунак у филму „She Married Her Boss“ (1935). Играо је са Џоан Крафорд у неколико филмова, међу којима је најпознатији „Лице једне жене“ (1941), а са Гретом Гарбо у три филма: „As You Desire Me“ (1932), „Ниночка“ (1939) и у њеном последњем филму „Жена са два лица“ (1941). Једна од његових најсимпатичнијих улога је улога пажљивог оца у филму „Капетан храброст“ (1937).
Током Другог светског рата, Даглас је најпре играо директора Уметничког одбора у Канцеларији за цивилну одбрану а затим је служио и у војсци САД. Вратио се тумачећи нешто зрелије улоге у „Море траве“ и „Mr. Blandings Builds His Dream House“. Остварио је свој музички деби 1959 као капетан Бојл у трагикомичном мјузиклу „Џуно“ Марка Блицтајна, базираном на делу Шона О’Кејсија Juno and the Paycock.
Од новембра 1952. до јануара 1953. године Даглас је играо у детективском шоу „Steve Randall“ на телевизијској мрежи „„ДуМонт““ који је потом пребачен на телевизију ЦБС. У лето 1953. године постао је водитељ телевизијске игре „Blind Date“. У лето 1959. био је наратор 12 епизода антологијске западњачке телевизијске серије „Frontier Justice“, у продукцији Дика Пауела и његове телевизије „Four Star Television“.
Како је Даглас старио добијао је озбиљније улоге старијих особа и очева, у филмовима као што су „Хад“ (1963) за који је добио Оскара за најбољу епизодну мушку улогу, „The Americanization of Emily“ (1964), епизоди серије „The Fugitive“ (1966), „I Never Sang for My Father“ (1970) за који је номинован за Оскара за најбољу главну мушку улогу, и „Кандидат“ (1972). Другог Оскара за најбољу епизодну улогу добио је за комедију-драму „Добро дошли, господине Ченс“ (1979). Као додатак награди Оскар, Даглас је освојио и награду Тони за главну улогу у представи „The Best Man“ (1960) Гор Видала, и награду Еми за своју ролу у „Do Not Go Gentle Into That Good Night“.
Дагласова последња улога била је у филму „Ghost Story“ (1981). Није успео да доврши своју улогу у филму „The Hot Touch“ (1982) пре своје смрти. Даглас има две звезде на Холивудској стази славних, једну за филмове на броју 6423 Hollywood Blvd, а другу за рад на телевизији на броју 6601 Hollywood Blvd.

## Приватан живот
Даглас је био кратко ожењен са уметницом Розалинд Хајтауер, са којом је имао једно дете, Грегорија Хеселберга рођеног 1926. године. Хеселберг који је иначе уметник је отац глумице Илејн Даглас.
1931. године Даглас се оженио глумицом и политичарком Хелен Гахаган. Исте године њих двоје су отпутовали у Европу где су били "престрављени француским и немачким антисемитизмом. Као резултат тога постали су беспоговорни антифашисти, подржавајући Демократску странка и реизбор Рузвелта за председника САД. Као конгресменка у чак три мандата, Хелен је била противкандидата Ричарду Никсону за месту у Сенату САД као представник Калифорније 1950. године.
Никсон је оптужио Гахаганову да је мека према комунизму јер је била опозиција Одбору Представничког дома за антиамеричке активности. Била је Гахаганова та која је популарисала Никсонов надимак "Tricky Dick". Даглас и Гахаган су имали двоје деце: Питера Гахагана Дагласа (1933) и Мери Хелен Даглас (1938). Пар је био у браку све до Хеленине смрти 1980. од канцера. Мелвин Даглас је преминуо следеће године, 1981. године у 80-ој години, од упале плућа и срчаних проблема у Њујорку.

## Занимљивости
Године 1967. постао је тек пети глумац који је освојио троструку круну глуме, тј.награде Оскар, Тони и Еми.

## Позоришне улоге
- A Free Soul (1928) као Ајс Вилфонг
- Tonight or Never (1930) као непознати џентлмен
- No More Ladies (1934) као Шеридан Ворен
- Two Blind Mice (1949) као Томи Тарстон
- The Bird Cage (1950) као Волим Вилијамс
- Glad Tidings (1951) као Стив Витни
- Time Out for Ginger (1952) као Хауард Керол
- Inherit the Wind (1955) као Хенри Драмонд
- The Gang's All Here (1959) као Грифит. П. Хејстингс
- The Best Man (1960) као Вилијам Расел
- Spofford (1967) као Спофорд

## Филмографија
- 1931	Tonight or Never - Џим Флечер
- 1932	Prestige - Капетан Андре Верлен
- 1932 The Wiser Sex - Дејвид Ролф
- 1932 - The Broken Wing - Филип Марвин
- 1932 - As You Desire Me - Конте Бруно Варели
- 1933	The Vampire Bat	Karl - 	Бретшнајдер
- 1933 Nagana - Др. Валтер Траднор
- Counsellor at Law	Roy Darwin
- 1934	Woman in the Dark	Tony Robson
- Dangerous Corner	Charles Stanton
- 1935	She Married Her Boss	Richard Barclay
- Mary Burns, Fugitive	Barton Powell
- Annie Oakley	Jeff Hogarth
- 1936	The Gorgeous Hussy	John Randolph
- Theodora Goes Wild	Michael Grant
- 1937	Captains Courageous	Mr. Cheyne
- I Met Him in Paris	George Potter
- Angel	Anthony 'Tony' Halton
- 1938	There's Always a Woman	William Reardon
- The Toy Wife	George Sartoris
- Fast Company	Joel Sloane
- That Certain Age	Vincent Bullitt
- The Shining Hour	Henry Linden
- 1939	Tell No Tales	Michael Cassidy
- Ninotchka	Leon
- 1940	Too Many Husbands	Henry Lowndes
- Third Finger, Left Hand	Jeff Thompson
- This Thing Called Love	Tice Collins
- 1941	That Uncertain Feeling	Larry Baker
- A Woman's Face	Dr. Gustaf Segert
- Our Wife	Jerome 'Jerry' Marvin
- 1942	We Were Dancing	Nicholas Eugen August Wolfgang 'Nikki' Prax
- They All Kissed the Bride	Michael 'Mike' Holmes
- 1943	Three Hearts for Julia	Jeff Seabrook
- 1947	The Sea of Grass	Brice Chamberlain
- The Guilt of Janet Ames	Smithfield 'Smitty' Cobb
- 1948	Mr. Blandings Builds His Dream House	Bill Cole
- 1949	A Woman's Secret	Luke Jordan
- The Great Sinner	Armand de Glasse
- The Philco-Goodyear Television Playhouse	Richard Gordon	episode: The Five Lives of Richard Gordon
- 1950	Lux Video Theatre	James Strickland	episode: To Thine Own Self
- Pulitzer Prize Playhouse	Eugene Morgan
- Martin Luther Cooper	episode: The Magnificent Ambersons
- episode: Mrs. January and Mr. Ex
- 1951	My Forbidden Past	Paul Beaurevel
- On the Loose (1951 film)	Frank Bradley
- 1952	Celanese Theatre	Archduke Rudolph von Hapsburg	episode: Reunion in Vienna
- Steve Randall	Steve Randall	12 episodes
- 1955	The Ford Television Theatre	George Manners	episode: Letters Marked Personal
- 1955-1956	The Alcoa Hour	Charles Turner
- Jim Conway	episode: Man on a Tiger
- episode: Thunder in Washington
- 1957-1958	The United States Steel Hour	Census Taker
- Dr. Victor Payson
- Narrator	episode: Second Chance
- episode: The Hill Wife
- 1957-1959	Playhouse 90	General Parker
- Ansel Gibbs
- Stalin
- Howard Hoagland	episode: Judgement at Nuremberg
- episode: The Return of Ansel Gibbs
- episode: The Plot to Kill Stalin
- episode: The Greer Case
- 1959	Frontier Justice	Host	11 episodes
- 1960	Sunday Showcase	Mark Twain	episode: Our American Heritage: Shadow of a Soldier
- 1962	Billy Budd	The Dansker
- 1963	Ben Casey	Burton Strang	episode: Rage Against the Dying Light
- Hud	Homer Bannon	Academy Award for Best Supporting Actor
- Laurel Award for Top Male Supporting Performance
- National Board of Review Award for Best Supporting Actor
- Nominated-Golden Globe Award for Best Supporting Actor - Motion Picture
- Bob Hope Presents the Chrysler Theatre	Pat Konke	episode: A Killing at Sundial
- 1964	Advance to the Rear	Col. Claude Brackenbury
- The Americanization of Emily	Adm. William Jessup	Nominated-Laurel Award for Best Supporting Performance, Male
- 1965	Rapture	Frederick Larbaud
- Once Upon a Tractor	Martin
- Inherit the Wind	Henry Drummond	Nominated-Primetime Emmy Award for Outstanding Lead Actor in a Miniseries or a Movie
- 1966	The Fugitive (TV series)	Mark Ryder	episode: The 2130
- Lamp at Midnight	Galileo Galilei
- 1967	Hotel (1967 film)	Warren Trent
- CBS Playhouse	Peter Schermann	episode: Do Not Go Gentle Into That Good Night
- Primetime Emmy Award for Outstanding Lead Actor in a Miniseries or a Movie
- 1968	Companions in Nightmare	Dr. Lawrence Strelson
- 1970	I Never Sang for My Father	Tom Garrison	New York Film Critics Circle Award for Best Actor (2nd place)
- Nominated-Academy Award for Best Actor
- Nominated-Golden Globe Award for Best Actor - Motion Picture Drama
- Nominated-Laurel Award for Best Dramatic Performance, Male
- Hunters Are for Killing (TV film)	Keller Floran
- 1971	Death Takes a Holiday	Judge Earl Chapman
- 1972	The Candidate	John J. McKay
- Circle of Fear	Grandpa	episode: House of Evil
- Two Is a Happy Number	Joseph Provo
- 1973	The Going Up of David Lev (TV film)	Grandfather
- 1975	Benjamin Franklin (TV miniseries)	Benjamin Franklin
- 1976	The Tenant	Monsieur Zy
- 1977	Twilight's Last Gleaming	Zachariah Guthrie
- Intimate Strangers (1977 film)	Donald's father
- ABC Weekend Special	Grandpa Doc	episode: Portrait of Grandpa Doc
- 1979	The Seduction of Joe Tynan	Senator Birney
- Being There	Benjamin Rand	Academy Award for Best Supporting Actor
- Golden Globe Award for Best Supporting Actor - Motion Picture
- Los Angeles Film Critics Association Award for Best Supporting Actor
- National Society of Film Critics Award for Best Supporting Actor (2nd place)
- New York Film Critics Circle Award for Best Supporting Actor
- 1980	The Changeling	Senator Joe Carmichael	Nominated-Saturn Award for Best Supporting Actor
- Tell Me a Riddle	David
- 1981	Ghost Story	Dr. John Jaffrey
- The Hot Touch	Max Reich